# Chomein
Chomein (persisch خمین) ist eine Stadt in Zentraliran in der Provinz Markazi und hat knapp über 69.000 Einwohner (Stand: Hochrechnung 2012), nach einer Volkszählung aus dem Jahre 1978 25.000 Einwohner, in den 1940er Jahren zählte man 7.038 Einwohner.
Der Ortsname soll bereits im 7. Jahrhundert entstanden sein. Die Übersetzung die beiden Krüge ist eine Anspielung auf die Eroberung Persiens, bei der dem muslimischen Eroberer zwei riesige Krüge vorgesetzt wurden, einer mit Saft, der andere mit Alkohol aus Getreide.
Chomein ist die Geburtsstadt von Ruhollah Musawi, genannt Ruhollah Chomeini, dem Führer der Islamischen Revolution und obersten Rechtsgelehrten Irans.

## Töchter und Söhne der Stadt
- Ruhollah Chomeini (1902–1989), Ajatollah, iranisches Staatsoberhaupt
- Hossein Askari (* 1975), Radrennfahrer
- Amir Zargari (* 1980), Radrennfahrer